# Undecim
Undecim (lat. undecimus, "den ellevte") er et toneinterval, der spænder over en oktav plus en kvart, altså over elleve heltoner eller 17 halvtoner:
Det umiddelbare mindre diatoniske toneinterval kaldes en decim. Det umiddelbare mindre kromatiske toneinterval er en stor decim.
I den tempererede stemning vil forholdet mellem to toner i en undecim være:
{\displaystyle 2^{17/12}\approx 2.66968.}